# ヤマサンセンター

株式会社ヤマサンセンターとは、かつて愛媛県内に展開していたスーパーマーケット。

## 概要
1960年に愛媛県周桑郡小松町（現西条市小松町）にて創業。1975年に法人へ改組。
最盛期には総合スーパーと食品スーパー合わせ7店舗を展開していた。
2018年12月9日付で事業を停止、松山地方裁判所西条支部へ破産を申請。負債総額は約17億円。2019年1月31日に松山地方裁判所西条支部から破産手続開始決定を受けた。2020年1月9日に法人格が消滅した。
破産手続き開始時点で営業していたのは小松本店（西条市、北緯33度53分44.3秒 東経133度06分08.9秒 / 北緯33.895639度 東経133.102472度）、丹原店（西条市、北緯33度54分24.2秒 東経133度03分40.0秒 / 北緯33.906722度 東経133.061111度）、川内店（東温市、北緯33度47分56.8秒 東経132度54分39.0秒 / 北緯33.799111度 東経132.910833度）の3店舗。